# スカーラ
スカーラ（イタリア語: Scala）は、イタリア共和国カンパニア州サレルノ県にある、人口約1,500人の基礎自治体（コムーネ）。

## 地理

### 位置・広がり
サレルノ県北西部のアマルフィ海岸の内陸部に位置する町。アマルフィから北へ約2km、県都サレルノから西南西へ約14km、州都ナポリから南東へ約36kmの距離にある。

#### 隣接コムーネ
隣接するコムーネは以下の通り。括弧内のNAはナポリ県所属を示す。
- ラヴェッロ - 東
- アトラーニ - 南
- アマルフィ - 南
- アジェーロラ (NA) - 西
- グラニャーノ (NA) - 北西
- ピモンテ (NA) - 北西

## 行政

### 分離集落
スカーラには、以下の分離集落（フラツィオーネ）がある。
- San Pietro, Santa Caterina, Campidoglio, Minuta, Pontone